# Горка (Самойловське сільське поселення)
Горка (рос. Горка) — присілок Бокситогорського району Ленінградської області Росії. Входить до складу Самойловського сільського поселення.
Населення — 6 осіб (2003 рік).